# Groene schildwants
De groene schildwants (Palomena prasina), ook wel groene stinkwants, stinkwants of groene wants genoemd, is een insect uit de onderorde wantsen en de familie schildwantsen (Pentatomidae).
De wants dankt het eerste deel van zijn naam aan de groene kleur, alleen de punten van de vleugels aan de achterzijde van het lichaam zijn bruin. Vlak voor de winterslaap kleurt de wants echter geheel bruin om in de lente weer groen te worden. Het tweede deel van de naam, stinkwants, slaat op de smerig ruikende substantie die uit klieren aan de zijkant van het borststuk worden afgescheiden ter verdediging. De wants is algemeen in grote delen van Europa en komt ook in België en Nederland algemeen voor en kan plaatselijk erg talrijk zijn.
De wants leeft van plantensappen die met de steeksnuit worden opgezogen. Hierdoor wordt schade aangericht aan gewassen en bovendien krijgen de planten een typische 'wantsengeur'. Vooral de hazelaar is een belangrijke voedselplant, door de aangebrachte schade wordt de soort als een plaaginsect gezien. De jonge wantsen worden nimfen genoemd en ze lijken meer op kevers dan op wantsen door het ronde en bolle lichaam.

## Verspreiding
De groene schildwants is een typische palearctische soort die voorkomt in grote delen van Europa, het noorden van Afrika en in de meer gematigde delen van Azië. De wants ontbreekt in het noorden van Scandinavië. In Groot-Brittannië komt de soort voor in het grootste deel van het land, uitgezonderd het noorden van Schotland. In België en Nederland komt de wants algemeen voor en in alle delen van het land.
De wants leeft overal waar voedselplanten groeien en kan gevonden worden in plantages, bossen, graslanden met geschikte struiken en moerassen. Vanwege de gevarieerde begroeiing van tuinen en parken is de groene schildwants hier niet zeldzaam.

## Kenmerken
De groene schildwants is geheel groen van kleur en heeft in tegenstelling tot veel gelijkende wantsen geen duidelijke tekening. De vlies-achtige vleugelpunten van de voorvleugels, aan de achterzijde van het lichaam, zijn bruin, de onderzijde van het lichaam is meer bruinrood van kleur. De bovenzijde van het lichaam heeft soms onopvallende vlekjes of iets lichtere delen maar deze zijn nooit erg geprononceerd en verschillen per individu. De gehele bovenzijde is voorzien van kleine putjes, die van enige afstand niet te zien zijn. De wants kan van kleur veranderen, exemplaren die in winterslaap gaan kleuren bruin. Met hun normale groene kleur zouden ze te veel opvallen in de scheuren in bomen waar ze overwinteren. Zodra de wants in de lente ontwaakt en actief wordt, kleurt het lichaam binnen enkele weken weer groen. Dit verschijnsel van een groene 'zomerkleur' naar een bruine 'winterkleur' komt ook voor bij andere insecten zoals de groene gaasvlieg (Chrysoperla carnea).
De groene schildwants heeft net als alle schildwantsen een enigszins (wapen)schild- achtige bovenzijde van het lichaam waaraan de naam 'schild'wantsen te danken is. De wants bereikt een totale lichaamslengte van 12 tot 14 millimeter waarbij de vrouwtjes iets groter worden dan de mannetjes.
Het lichaam van de wants lijkt uit één geheel te bestaan maar is net als alle insecten verdeeld in drie delen; de kop (A), het borststuk of thorax dat de poten en vleugels draagt (B) en ten slotte het achterlijf of abdomen (C). De voorzijde van de kop wordt de clypeus genoemd (1), de kop draagt twee duidelijke antennes (2) die altijd vijf geledingen hebben waarbij opvalt dat de laatste twee verbreed en roodbruin van kleur zijn. Aan de zijkanten van de kop zijn de ogen gelegen (3). Achter de ogen, tegen de rand van het halsschild, zijn twee enkelvoudige ogen of ocelli gelegen. Deze zijn klein maar doordat ze een roodbruine kleur hebben steken ze af tegen de verder groene kop zodat ze goed te zien zijn. Het halsschild (4) is relatief groot en beschermt een deel van de kop. Het is voorzien van vele kleine putjes die een donkere kleur hebben, aan de voorzijde is het halsschild voorzien van twee gespiegelde gladde lijnen die een oog-achtige vorm hebben. Het scutellum of schildje (5) is bij de meeste wantsen erg klein maar de schildwantsen hebben juist een vergroot scutellum dat een deel van het achterlijf bedekt.

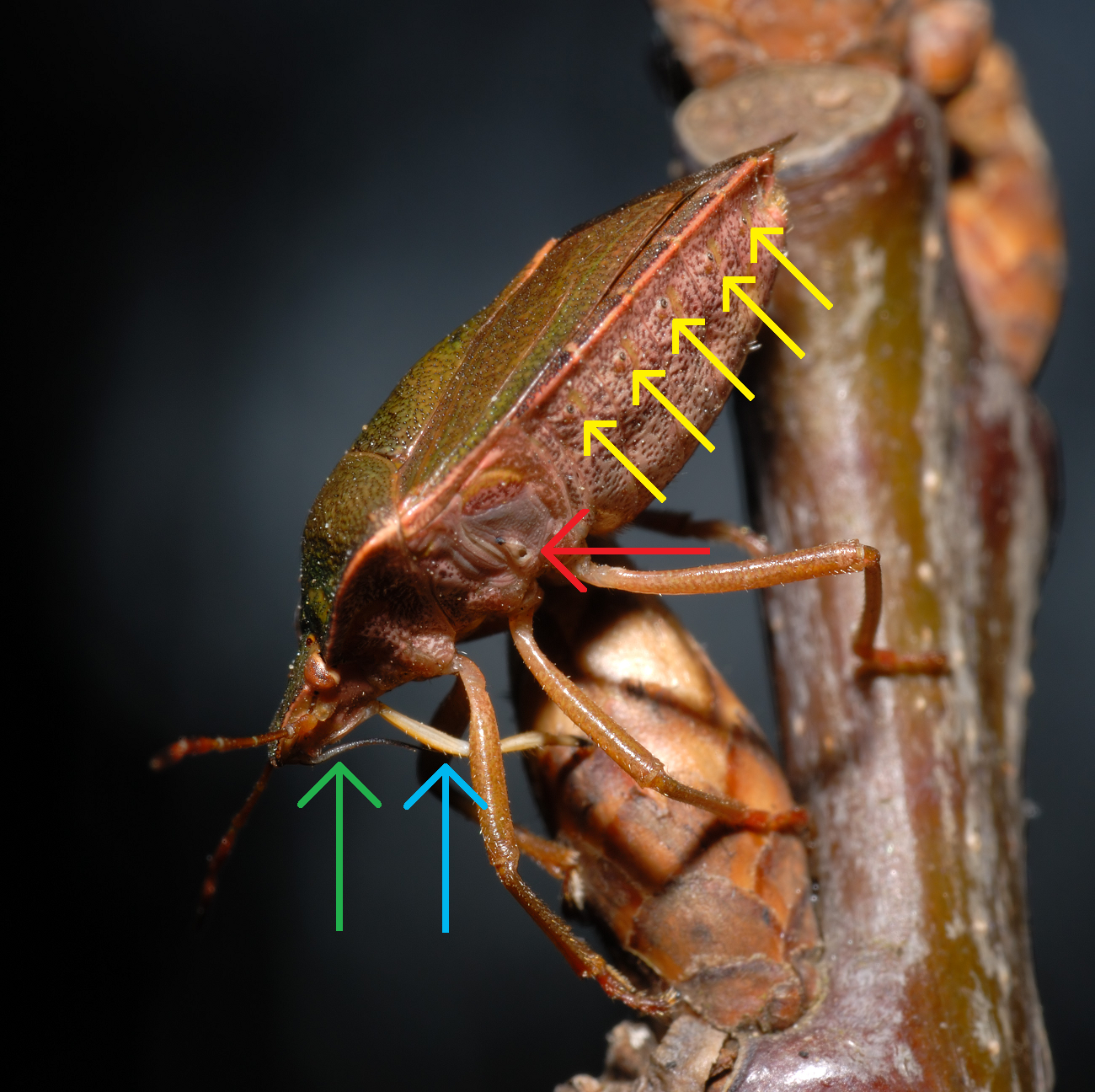
Verborgen lichaamsdelen van achter (rechtsboven) naar voor.

Achter het scutellum zijn de vleugels gelegen, net als alle vliegende insecten heeft de wants een paar achtervleugels en een paar voorvleugels. De voorvleugels zijn net zoals bij de kevers verhard, echter het achterste deel van de vleugel van wantsen is vliezig en half doorzichtig. Bij kevers zijn de voorvleugels geheel verdikt en worden dekschilden of elytra genoemd. Omdat bij wantsen zoals de groene schildwants de vleugel slechts deels is verdikt worden ze hemi-elytra genoemd wat halfverhard betekent. De hemi-elytra bestaan uit verschillende delen, die gescheiden worden door aderen. Het verharde deel van de voorvleugels bestaat uit een drietal vlakken die van de binnen- naar de buitenzijde worden aangeduid met de clavus (6), het corium (7) en het embolium (8). De vliezige achterzijde van de voorvleugels wordt het membraan (9) genoemd.
Bij schildwantsen steekt de rand van het platte achterlijf aan weerszijden uit onder de vleugels. Het achterlijf bestaat net als alle insecten uit rug-en buikplaten die respectievelijk tergieten en sternieten worden genoemd. Deze zijn aan de randen voorzien van een rij platen die wel met laterotergieten (10) worden aangeduid. Het geheel aan laterotergieten wordt het connexivum genoemd, het connexivum zorgt in belangrijke mate voor het wapenschild-achtige silhouet van schildwantsen.
De poten van de wants zijn typisch insectachtig, de poot is middels de heup of coxa aan het lichaam verbonden, de heup is op de afbeelding niet te zien. De dij of het femur (14) is het breedste deel van de poot, na de dij volgt de scheen of tibia (13), dit is het langste deel van de poot. De scheen draagt ten slotte de tarsus of voet (12), deze is geleed en bestaat uit meerdere tarci. Het laatste deel draagt twee kleine klauwtjes (11). De pootuiteinden zijn net als de antennes roodbruin gekleurd.
Op de afbeelding rechts zijn verschillende lichaamsdelen van de wants aangegeven met pijlen; gele pijlen geven de stigmata of ademopeningen aan, de rode pijl geeft de geurklier tussen de middelste en de achterste poten aan. De groene pijl wijst naar het labrum, de blauwe pijl naar de zuigsnuit of rostrum.
De nimfen doen keverachtig aan door het ronde lichaam, zie voor de beschrijving van de nimfen onder voortplanting.

### Onderscheid met andere soorten
Naast de groene schildwants (Palomena prasina) kwam in Nederland historisch ook de zustersoort groene veldschildwants (Palomena viridissima, Poda 1761) voor. In 2013 werd aangenomen dat deze uit Nederland verdwenen is, maar onder andere in Duitsland is die soort nog vrij algemeen en ze zou dus eventueel in Nederland terug kunnen keren. Beide zijn maar moeilijk van elkaar te onderscheiden vanwege de slechts geringe verschillen in de toch al variabele kleur, de vorm van het halsschild en lengteverhoudingen van de antennesegmenten.
Afgezien daarvan zijn beide Palomena eventueel te verwarren met de geheel groene Nezara viridula, die in andere talen bekendstaat als de 'zuidelijke groene schildwants' - een nagenoeg kosmopolitische soort van warme streken. Deze trekt in Europa langzaam noordwaarts en sinds 2018 wordt deze soort steeds vaker ook in Nederland waargenomen. Nezara viridula is iets groter, heeft een wat andere habitus en heeft drie kleine maar opvallende witte vlekjes op het scutellum. De nimfen van beide soorten zijn echter gemakkelijk te onderscheiden doordat de nimfen van Nezara viridula altijd rode vlekken hebben en die van de groene schildwants niet. In zuidelijkere streken komen ook wantsen van het geslacht Acrosternum voor, die enige gelijkenis met de Palomena-soorten vertonen.
Soorten die in de omgeving van België en Nederland eventueel (maar in mindere mate) in aanmerking komen voor vergissingen zijn de bremschildwants (Piezodorus lituratus) en de jeneverbesschildwants (Chlorochroa juniperina). Beide zijn overwegend groen en hebben een enigszins vergelijkbare lichaamsvorm, maar de bremschildwants heeft een blauwig-grijze buitenrand op de voorvleugels (en kleurt in het najaar deels rood in plaats van bruin) en de jeneverbesstinkwants heeft een opvallende lichte punt van het schildje en een lichter gekleurde buitenrand van halsschild en voorvleugels.
Exemplaren in winterslaap zijn bruin van kleur maar zijn van andere bruine soorten (zoals onder andere Peribalus strictus, Arma custos of zelfs de zuringwants) te onderscheiden door een andere vorm van de antennes, kop of schouders, of doordat deze soorten lichte vlekken op de rug hebben of een vlektekening langs de buitenrand van achterlijf (connexivum).
Sommige stadia van de nimfjes van de groene schildwants zijn met hun afgeplatte ronde lichaam heel eventueel ook te verwarren met enkele andere insecten zoals de schildpadtorren (Cassida viridis). De schildpadtor heeft echter net als alle kevers een naad op het midden van de achterzijde, die bij alle wantsen ontbreekt. De larven van deze tor zijn niet te verwarren.

## Voortplanting

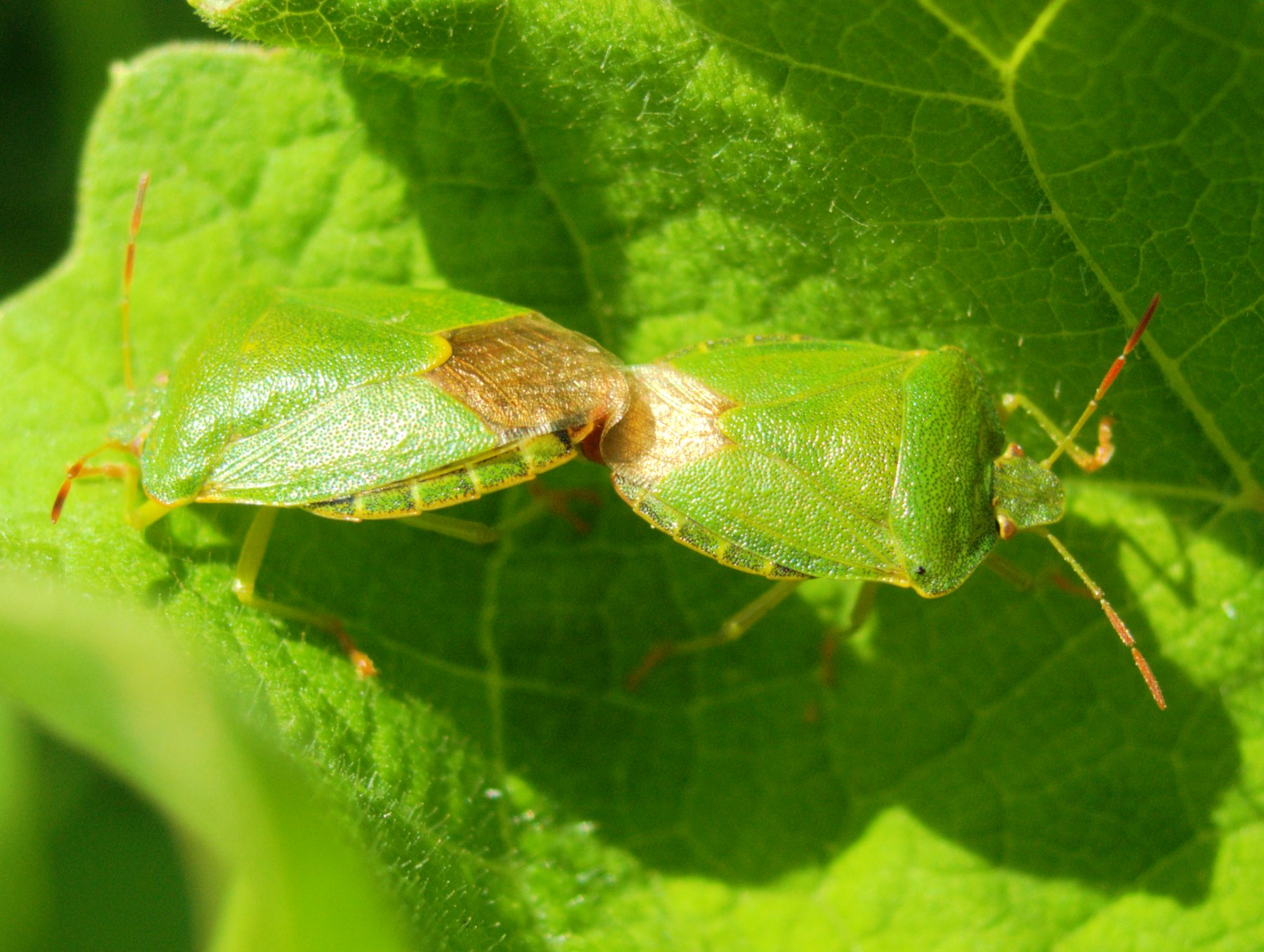
Paring van de groene schildwants.

De groene schildwants behoort net als alle wantsen tot de hemimetabole insecten. Dit wil zeggen dat ze een onvolledige gedaanteverwisseling kennen waarbij de juvenielen dieren vleugelloos zijn maar al enigszins op de ouderdieren lijken. Ze worden in stapjes groter waarbij iedere stap bestaat uit een vervelling. Insecten kunnen ook holometabool zijn, wat betekent dat ze een volledige gedaanteverwisseling kennen en meestal een wormachtige larve hebben. Deze doorloopt na de laatste vervelling een popstadium waarna ze in één keer veranderen naar het volwassen insect.
De groene schildwants heeft net als andere hemimetabole insecten als het ei wordt verlaten al direct twee antennes en zes pootjes, al is de lichaamsvorm veel boller. De nimf vervelt verschillende malen en krijgt steeds meer kenmerken van de volwassen dieren. Eenmaal volwassen vervelt een insect niet meer en richt zich niet langer strikt op het vergaren van voedsel maar meer op de voortplanting.
In de lente zoeken de mannetjes en vrouwtjes elkaar op zodra ze uit de winterslaap komen. De mannetjes en vrouwtjes lokaliseren elkaar doordat ze trillingen maken die door soortgenoten worden herkend. Er wordt echter geen geluid geproduceerd zoals de stridulatie-organen van rechtvleugeligen, maar door gebruik te maken van spieren die het lichaam doen vibreren. De trilling wordt doorgegeven door de plant waarop de wants zit waardoor andere wantsen op de plant weten dat een partner wordt gezocht. Rivaliserende mannetjes maken ook geluiden om de concurrent te verjagen. Het komt ook voor dat mannetjes van een andere soort gelokt worden door de geluiden van een vrouwelijke groene schildwants, zoals Nezara viridula. Als een mannetje en vrouwtje elkaar gevonden hebben vindt de paring plaats, waarbij de wantsen met de achterlijven tegen elkaar gehecht zijn en zo een tijdje rondlopen. In tegenstelling tot andere insecten is het geslachtsonderscheid niet te maken, de mannetjes zien er hetzelfde uit als de vrouwtjes en ook tijdens de paring is geen verschil. Bij de meeste andere insecten klimt het mannetje op het vrouwtje en is zo duidelijk te herkennen. Na de paring worden de eitjes afgezet, waaruit ten slotte de kleine wantsjes of nimfen kruipen.

### Ei

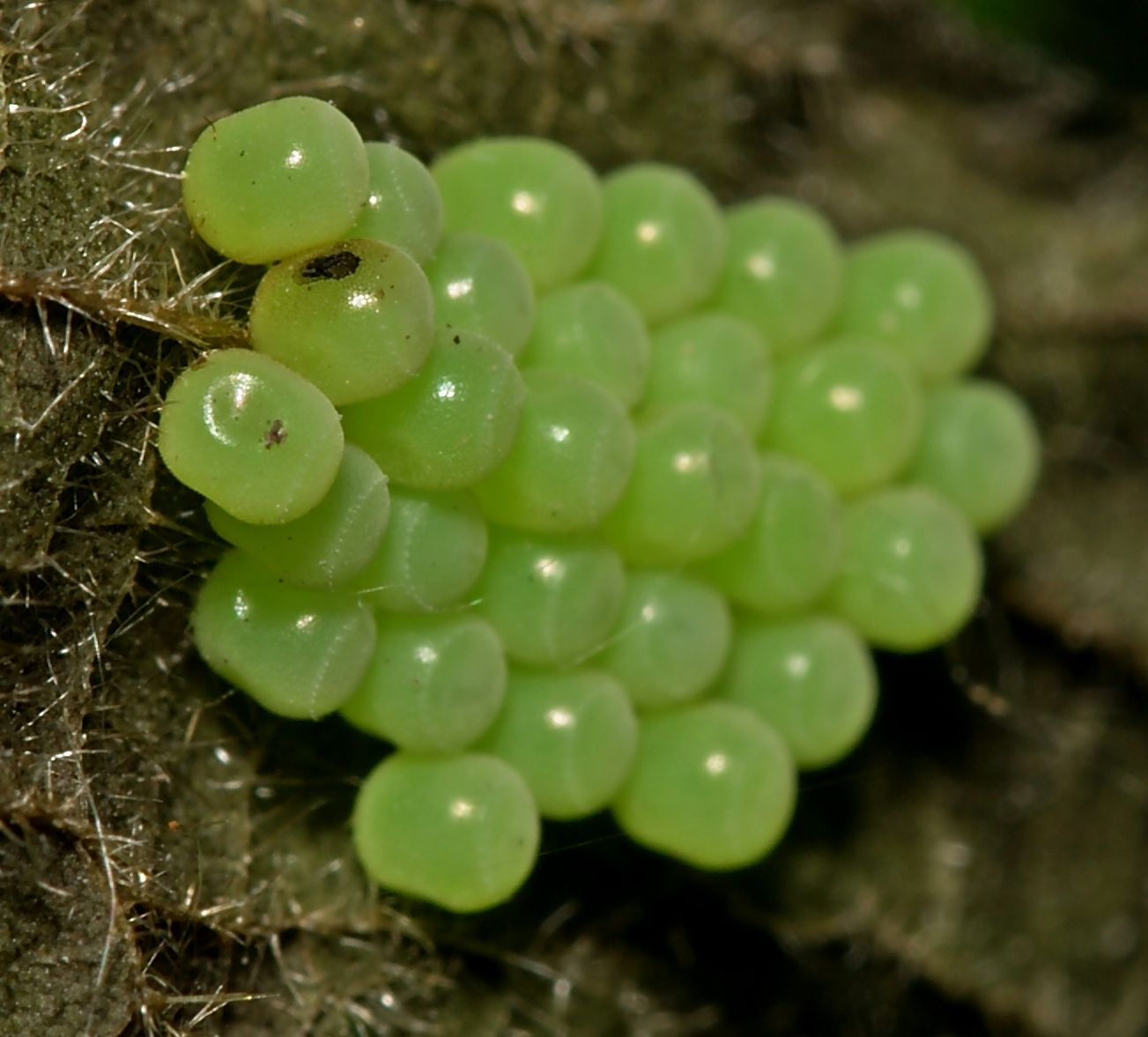
De eieren zijn groen van kleur en tonvormig.

De groene schildwants produceert tot ongeveer 100 eitjes in totaal die in regelmatige clusters van enkele tientallen eitjes worden afgezet. De groepjes doen qua structuur denken aan de dichtste bolstapeling, omdat de eieren dicht in tegen elkaar liggende rijen, in hexagonale vorm, worden afgezet. De eitjes zijn groen van kleur en worden tegen de bladeren van een voedselplant gelijmd, de eieren zijn vanaf de bovenzijde bezien rond van vorm en in de breedte enigszins tonvormig. Het embryonale stadium duurt ongeveer 15 tot 21 dagen.
Als de zich in het ei ontwikkelende embryo's bijna zijn volgroeid, worden de oogjes zichtbaar als kleine rode stippen en tevens verschijnt een donker driehoekje aan de bovenzijde van ieder ei waarmee de nimf het ei zal openen. De bovenzijde van het ei bestaat uit een aparte structuur en fungeert als een soort deksel waardoor de nimf uit het ei kan kruipen. Dit dekseltje wordt het operculum genoemd en de rand is voorzien van witte haartjes of setae.

### Nimf
| Nimfstadia van de groene schildwants | Nimfstadia van de groene schildwants |
| --- | ------------------------------------ |
| Eerste instar; de nimf heeft het ei net verlaten en is enkele millimeters lang. Het lichaam is erg gedrongen en roodachtig van kleur. De nimf vervelt al snel. |                                      |
| Tweede instar; de nimf heeft een bollere lichaamsvorm en is groen of overwegend zwart met groen van kleur. De pootjes en antennes zijn al langer.              |                                      |
| Derde instar; het halsschild en de latere vleugels zijn groter.                                                                                                | Afbeelding gewenst                   |
| Vierde instar; de vleugels worden zichtbaar als kleine flapjes.                                                                                                |                                      |
| Vijfde instar; de nimf lijkt nu door de duidelijke vleugelstompjes meer op een wants dan op een kever.                                                         |                                      |

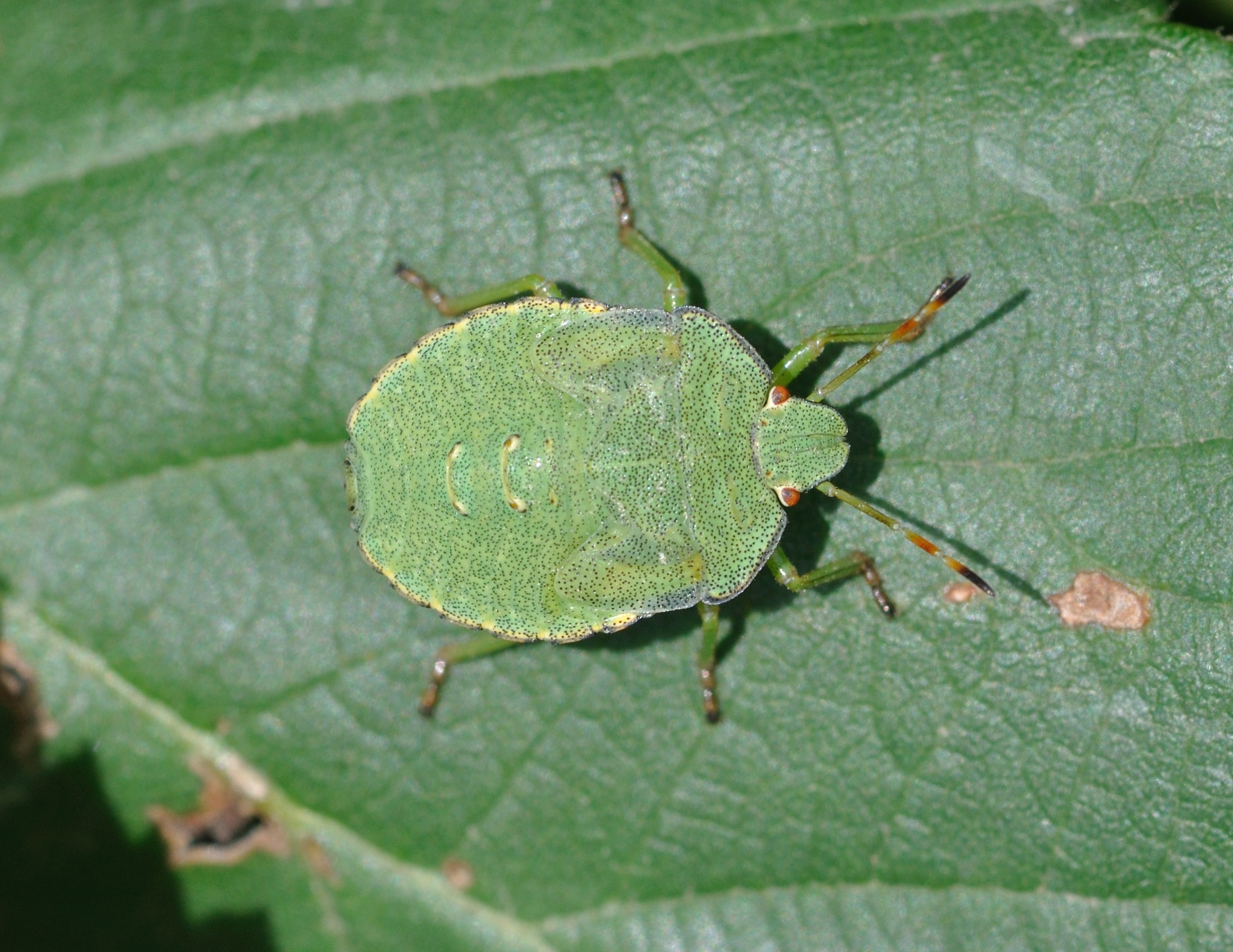
Nimf van de groene schildwants.

De net uit het ei geslopen nimfen hebben een zeer gedrongen bouw maar vervellen al snel waarna ze deels groen worden en al iets op de volwassen dieren lijken.
De nimf van de groene schildwants doorloopt vijf stadia, die de instar worden genoemd en de overgang tussen de verschillende instar wordt steeds begrensd door een vervelling. Opmerkelijk is hierbij dat ieder nimfstadium een eigen bouw maar ook kleurpatroon kent. Dit komt wel bij meer schildwantsen voor maar een dergelijke kleuromslag is bij andere insecten die een onvolledige gedaanteverwisseling kennen niet zo gewoon. De jonge nimfen hebben zwarte poten en ook andere delen van het lichaam zijn zwart, bij iedere vervelling krijgt de nimf meer groene kleuren. De nimfen van de groene schildwants die eerder in het jaar uit het ei kruipen zijn bovendien vaak groen van kleur, exemplaren die later in het jaar het ei verlaten hebben meer zwarte lichaamsdelen. Het halsschild en de latere vleugels zijn zichtbaar als kleine plaatjes die smaller zijn dan het lichaam en per stadium groter worden. De nimfen hebben altijd antennes die bestaan uit vier geledingen.

### Imago

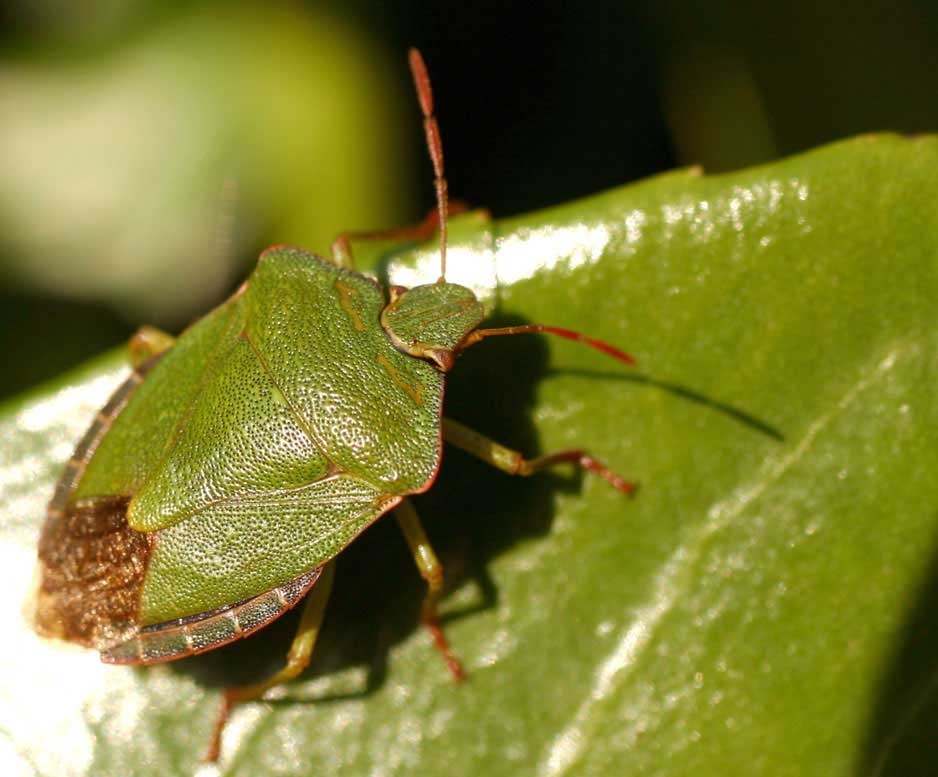
Een volwassen exemplaar.

Het volwassen insect of imago is volledig ontwikkeld en kan zich voortplanten, een imago vervelt niet meer. Het lichaam heeft duidelijk zichtbare vleugels en de kop draagt vijfledig gesegmenteerde antennen, in plaats van vier leden zoals bij de nimfen voorkomt. Door de goed ontwikkelde vleugels kan de wants zich verplaatsen op zoek naar voedsel. Mannetjes vliegen voornamelijk om te zoeken naar een partner en vrouwtjes voor het vinden van een geschikte afzetplaats van de eieren. De wants leeft in totaal ongeveer een half jaar doordat een overwintering plaatsvindt. Er is daardoor één generatie per jaar.

## Voedsel
De groene schildwants is een planteneter die zijn steeksnuit of rostrum in de groene delen van planten prikt en de sappen opzuigt. De wants is polyfaag, wat betekent dat niet op één plant wordt gezogen maar verschillende planten als voedsel worden gebruikt. De waardplant kan sterk verschillen, zowel de sappen van kruidachtige planten als brandnetel (Urtica) en vederdistel (Cirsium) als struiken uit de rozenfamilie (Rosaceae) worden gezogen en zelfs bomen zijn geschikt, zoals de hazelaar (Corylus avellana) en de zwarte els (Alnus glutinosa).
Van al deze soorten is de hazelaar favoriet, de wants kan er massaal voorkomen. In landen waar op grote schaal hazelnoten commercieel worden geteeld, zoals Turkije, is de wants een belangrijk plaaginsect. De wants onttrekt voedingsstoffen aan de noot wat tot beschadiging leidt en de noten onverkoopbaar maakt. Uit proeven met het besproeien van hazelnootkwekerijen met de stof carbosulfan bleek dat de schade aan de noten verminderde, vooral als de bomen twee keer werden besproeid. De vruchten waar de wants aan zuigt zijn onder andere de appel, de braam, de framboos en de peer.

## Vijanden en verdediging

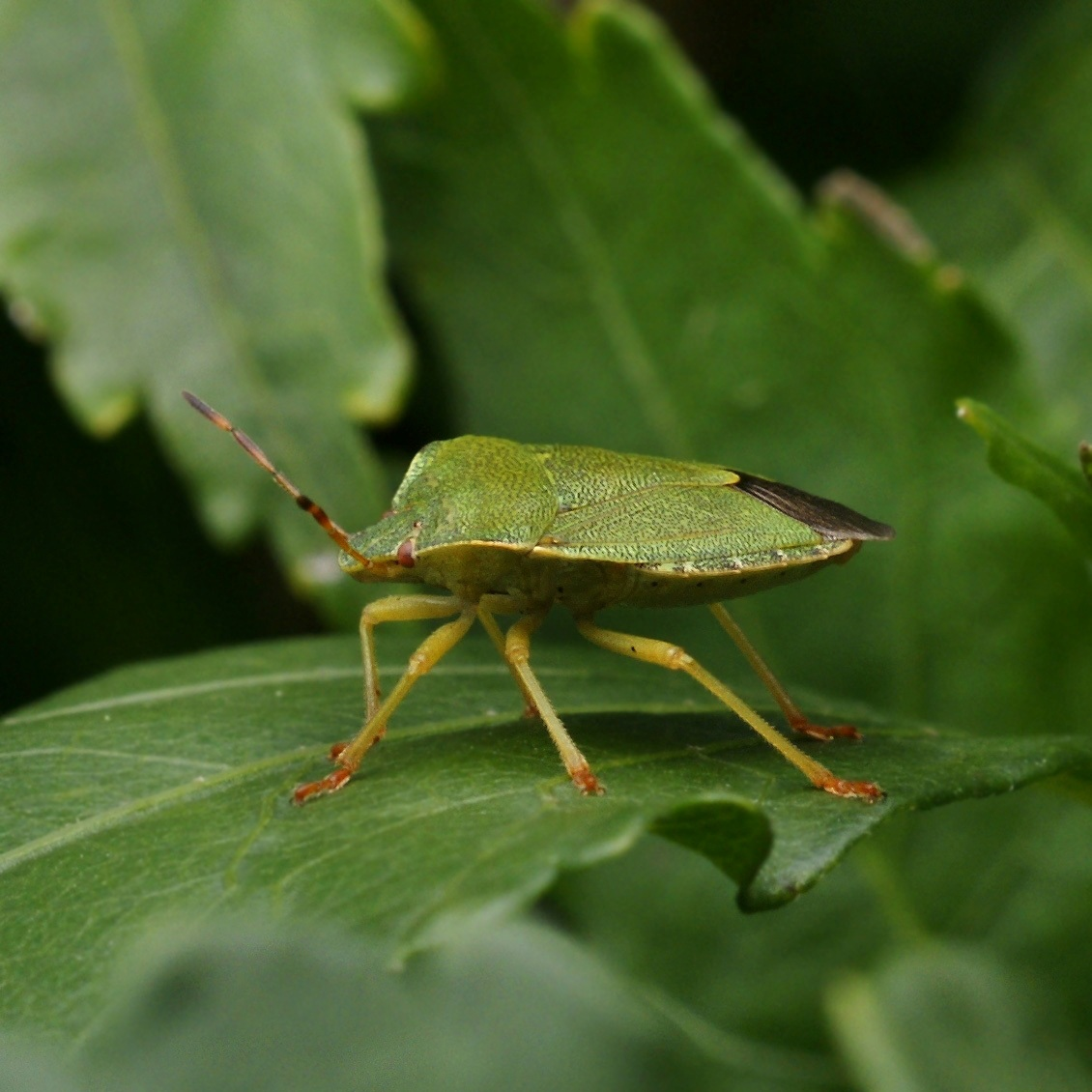
De wants heeft een groene kleur ter camouflage en kan een afweerstof uitscheiden uit klieren bij de achterpoten.

De groene schildwants heeft een onopvallende groene kleur en de wants vertrouwt op zijn camouflage en chemische afweer. Waar andere insecten zich vaak zo veel mogelijk proberen te verstoppen wordt de groene schildwants vaak zonnend op bladeren aangetroffen. De wants heeft weinig natuurlijke vijanden, maar wordt door een aantal vogels (waaronder de merel) wel gegeten. Van onervaren merels is beschreven dat ze de wantsen, die bij gevaar een chemische afweerstof uitscheiden, doodpikken en opeten. Meer ervaren merels pakken de wants daarentegen voorzichtig op en slikken hem in één keer door zodat aanraking met de afweerstof zo veel mogelijk wordt vermeden.
De groene schildwants wordt onder andere belaagd door verschillende vleesetende wantsen (roofwantsen). Roofwantsen hebben net als de groene schildwants een zuigsnuit waarmee in hun geval de lichaamssappen van dieren opgezogen worden. De wants wordt ook belaagd door insecten uit andere insectengroepen, zoals vliegen die als larve andere insecten van binnenuit opeten. Voorbeelden van dergelijke parasitoïden zijn de vliegen Gymnosoma rotundatum en Phasia hemiptera.
De groene schildwants dankt het tweede deel van zijn naam aan de smerig ruikende stof die wordt uitgescheiden als een exemplaar wordt bedreigd. Deze stof is zeer moeilijk afwasbaar en kan door zowel volwassen wantsen als nimfen worden afgescheiden. Uit onderzoek blijkt dat de verbindingen die worden uitgescheiden blaren kunnen veroorzaken als ze in de mondholte terechtkomen. Het in de mond stoppen van insecten komt wel voor bij jonge kinderen.
De wants laat zijn typische weeïge geur achter op bezochte plantendelen als vruchten waardoor de soort als schadelijk wordt gezien. Men heeft soms de pech een braam of andere vrucht te eten die is bezocht door de stinkwants, waardoor de afweerstof in de mond terechtkomt wat een bijzonder onaangename ervaring is.
Overigens stinken wel meer soorten wantsen, grotere soorten uit de tropen zijn van verre te ruiken. De vloeistof die andere wantsen als de zuringwants afgeeft stinkt niet alleen maar laat bruine, moeilijk te verwijderen vlekken na.
Van wantsen is bekend dat ze niet alleen stoffen uitscheiden om vijanden af te weren, maar ook om het lichaam vrij te houden van eencellige bedreigingen als schimmels en bacteriën. De afscheiding van de groene schildwants is onderzocht op verbindingen die bacteriën weren. Er werden verschillende chemische verbindingen gevonden die behoren tot de peptiden. De stoffen hebben zowel een antibacteriële als en bacteriostatische werking; dit laatste betekent dat de bacteriën niet direct worden gedood maar wordt voorkomen dat ze zich kunnen vermenigvuldigen.

## Taxonomie en indeling
De groene schildwants is een van de bekendere soorten wantsen. De soort behoort tot de familie van schildwantsen of Pentatomidae en de onderfamilie Pentatominae. Ook soorten uit andere families worden wel schildwantsen genoemd vanwege het wapenschild-achtige silhouet.
Schildwantsen komen wereldwijd voor en vele soorten zijn verspreid als exoot in landen waar ze eigenlijk niet thuishoren door de internationale handel in fruit en andere plantaardige producten. Veel schildwantsen hebben als imago maar met name als larve bonte kleuren als helder rood en geel -de groene schildwants echter vormt hierop een uitzondering.
De groene schildwants werd voor het eerst wetenschappelijk beschreven in 1761 door Carl Linnaeus als Cimex prasina De verouderde wetenschappelijke geslachtsnaam Cimex betekent wants en de soortnaam prasina verwijst naar de kleur en betekent groen. De huidige geslachtsnaam Palomena werd in 1866 toegekend door Mulsant & Rey. Er zijn verder geen verouderde namen (synoniemen) bekend.

## Afbeeldingen

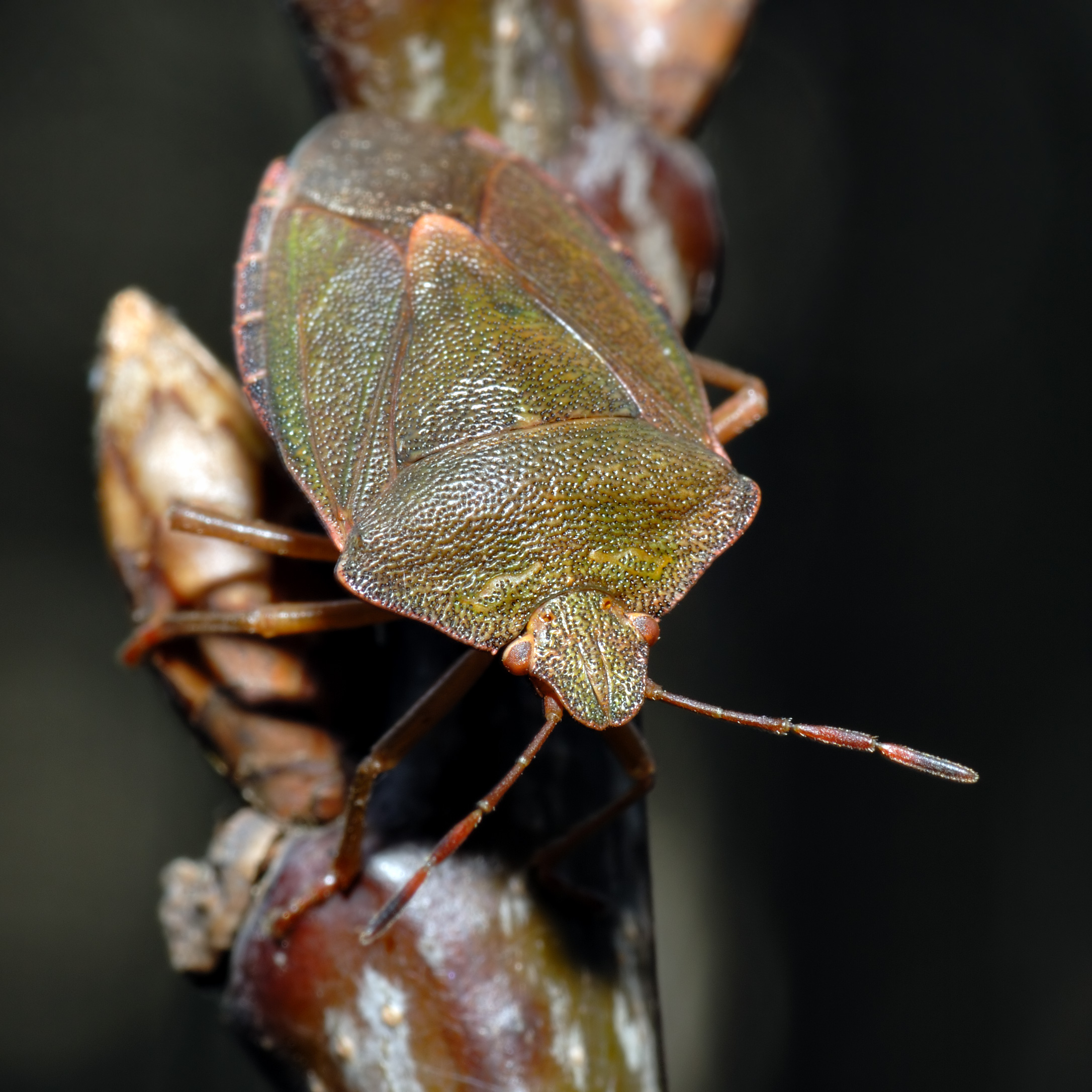
Bovenaanzicht.
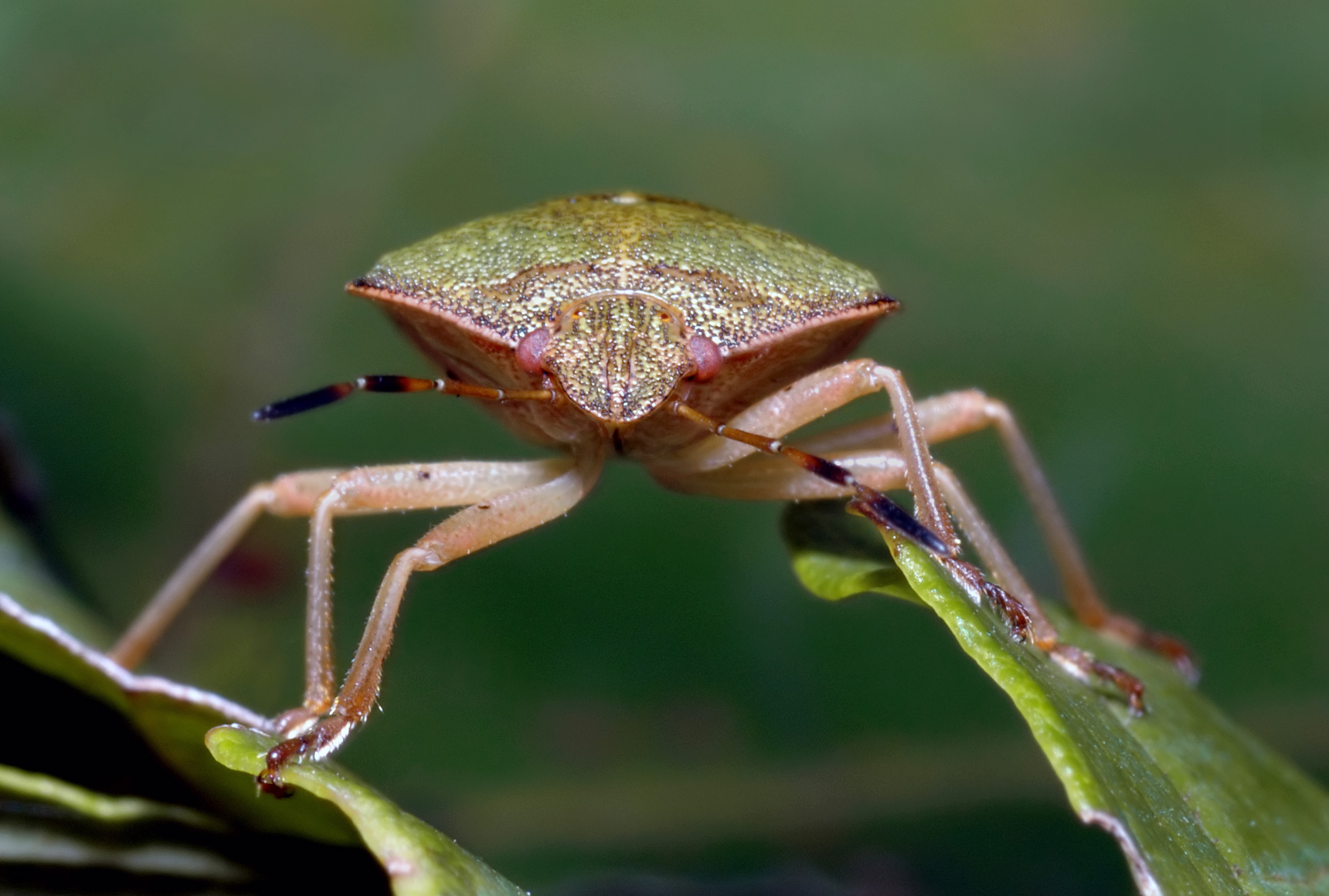
Vooraanzicht.
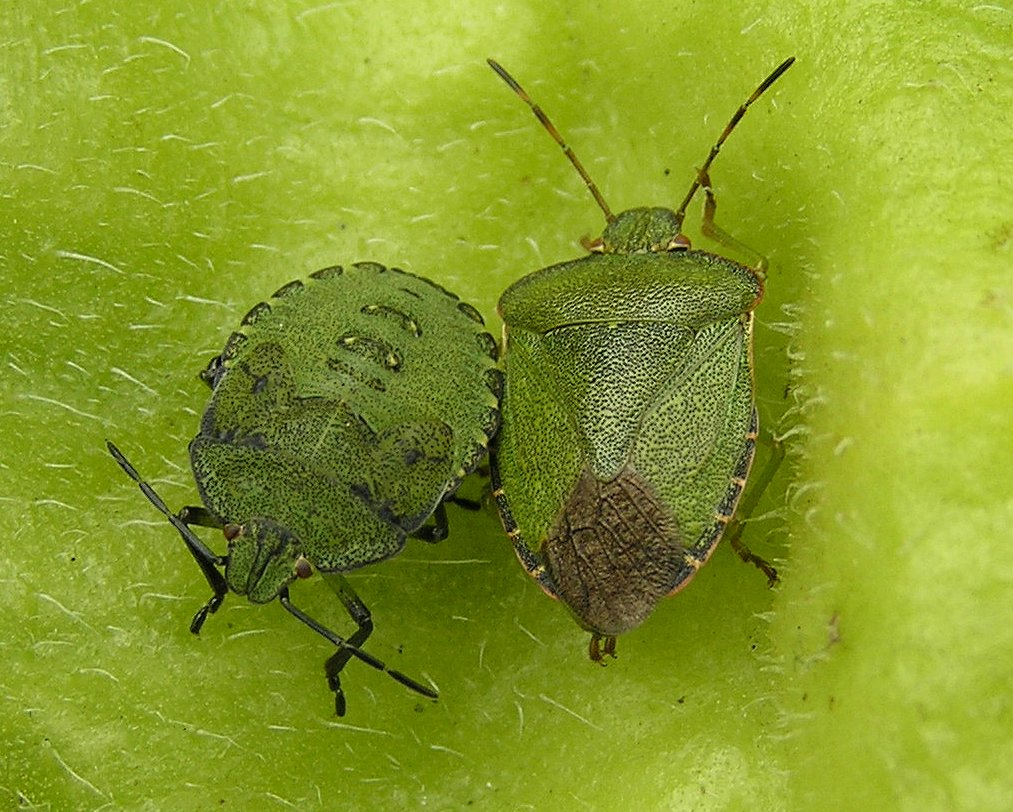
Een nimf (l) en een imago (r).
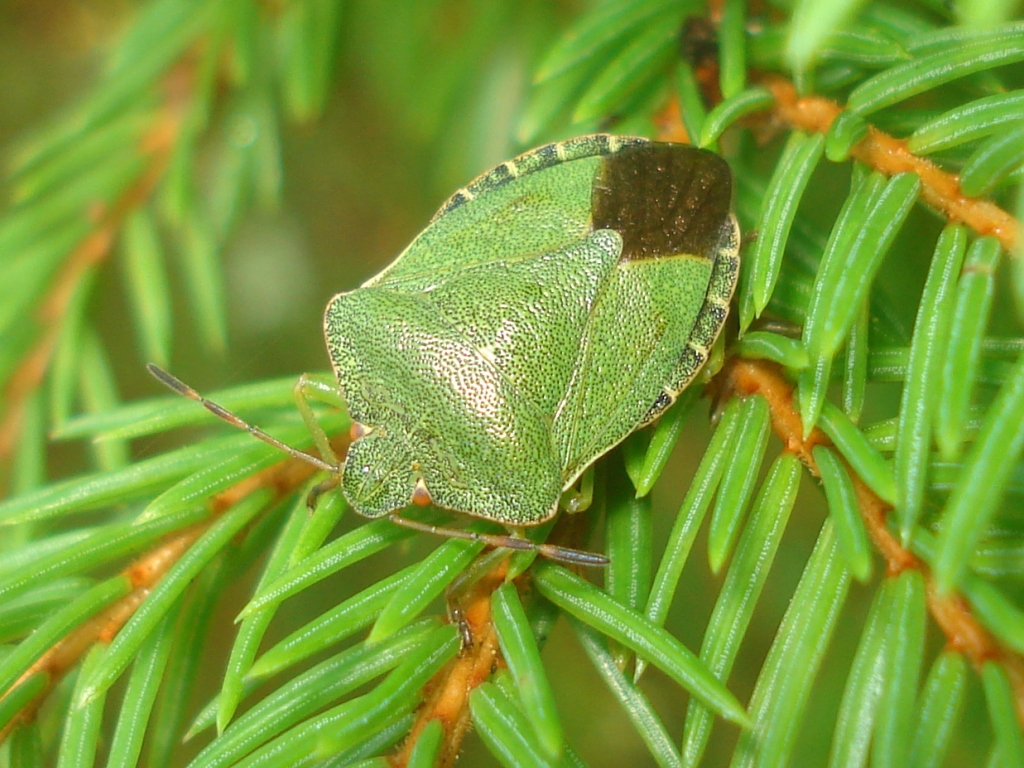
Bovenaanzicht.